# 平井浅間神社

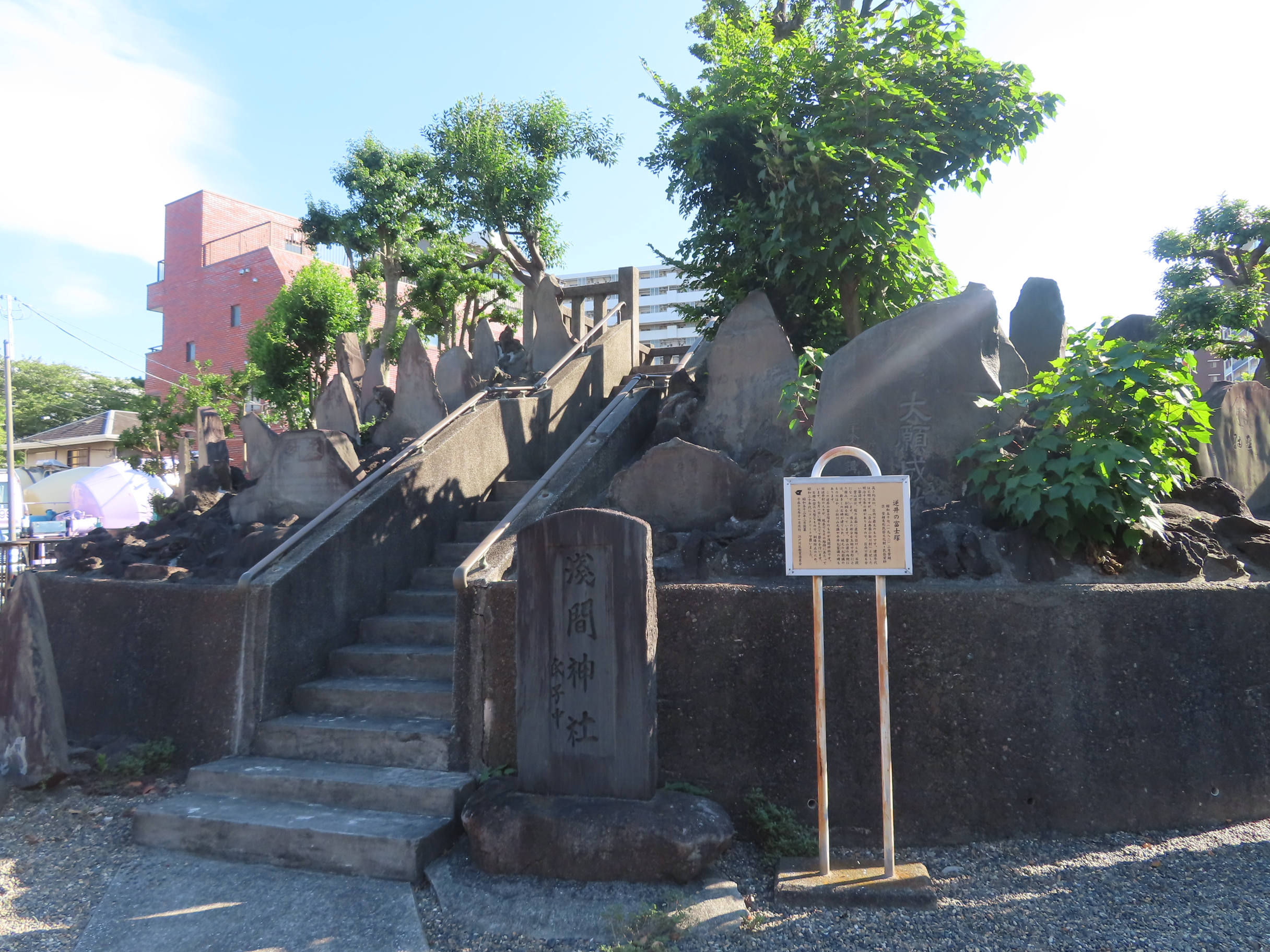
逆井の富士塚

平井浅間神社（ひらいせんげんじんじゃ）は、東京都江戸川区の神社。

## 歴史
創建年代は不明であるが、長享2年（1488年）の銘が入った板碑があることから、戦国時代に創建された可能性もある。

## 逆井の富士塚
建造年代は不明であるが、江戸時代から「逆井の富士塚」として知られており、江戸川区で最古かつ最大の富士塚である。江戸川区登録有形民俗文化財 。
1884年（明治17年）に改修が行われ、それを記念する石碑も残されている。1966年（昭和41年）の改修時に崩落防止のためにコンクリートで固めている。

## 交通アクセス
- JR平井駅より徒歩10分。